# Pellenes arciger
Pellenes arciger es una especie de araña saltarina del género Pellenes, familia Salticidae. Fue descrita científicamente por Walckenaer en 1837.
Habita en Bulgaria, Francia, Italia y España.